# Fehér József (író)
Fehér József (Hódmezővásárhely, 1950. január 18. –) író, újságíró, költő

## Életútja
Kisgyermekkorát egy Székkutas határában lévő tanyán töltötte. Elsősorban szüleinek köszönheti, hogy az írói, költői pályát választotta magának élethivatásul. Földművelő-gazdálkodó emberként akarva-akaratlanul megszerettették vele az irodalmat. Nyári estéken, amikor a tanya udvarán nyársra húzott szalonnát sütöttek, a szülei énekelni kezdtek. Valami csodálatos volt, ahogy az esti csendben messzire szállt az énekük. Téli estéken pedig frissen sütött tökmagot törögettek, miközben édesapja katonatörténeteit hallgatták testvéröccsével együtt. Édesanyja verseket olvasott fel nekik Vörösmarty Mihály megsárgult-megbarnult verseskötetéből. A szülei nem is sejtették, hogy mesélő-versmondó szeretetükkel egy olyan úton indítják el, amely távol esik a paraszti életformától.
Általános iskolai tanulmányait a Csicsatéri tanyai iskolában kezdte. A szülővárosában működő, nagy szellemiségű Bethlen Gábor Gimnáziumban érettségizett.Gyermekkori versei még a kézzel írott, gimnáziumi újságba is bekerültek.Édesanyja orvosnak, édesapja agronómusnak szánta, ő azonban író akart lenni. Az érettségi vizsga után tudósításokat kezdett írni a Csongrád megyei Hírlapba, melyek többsége meg is jelent az újság hasábjain. A hírlap vezetői felfigyeltek újságírói tehetségére, és 1974 májusától a napilap pályakezdő újságírójaként alkalmazták. 1977-ben felvették a kétéves MUOSZ Újságíró Iskolára, melyet 1979-ben sikeresen elvégzett. Újabb fordulópont az 1990-es év az életében, amikor sikeresen lediplomázott a szegedi Juhász Gyula Tanárképző Főiskola magyar – népművelés szakán. Ki is nevezték a HÓDIKÖT üzemi lap szerkesztőség-vezetőjévé.
1990. második felétől dolgozott még a Szentesi Élet, a Vásárhelyi Tükör, a Vásárhely és Vidéke munkatársaként. 1991-től a Vásárhely és Vidéke főszerkesztő-helyettese, 1995-től az Olvasóköri Krónika és a Vásárhelyi Krónika alapító főszerkesztőjeként tevékenykedett. 1999-től 2004-ig Maroslelén közművelődési-vezető, művelődésszervező-könyvtáros.Hódmezővásárhelyen 2005-től a Németh László Városi Könyvtárban, majd ezt követően, 2007-től nyugdíjazásáig a Tornyai János Múzeumban és az Alföldi Galériában dolgozott.
A 35 évi újságírói munka jó iskola volt a számára, és hozzájárult ahhoz, hogy a gyermek-és felnőtt versek mellett drámai atmoszférájú novellák, derűs vígjátékok kerüljenek ki a tolla alól. 
Verseit a Népszabadság, a Kincskereső, a Juss és a Délsziget, a Szárnyaló Képzelet, az Új Arc, a Szegedi Szépírás folyóiratok, az Új Verőfény Irodalmi-Kulturális-Művészeti Magazin,novelláit, elbeszéléseit a Vásárhelyi Tükör, a Vásárhely és Vidéke, a Békés megyei Népújság és a Hevesi Néplap napilapok, A hetedik és a Magyar Irodalmi Lap, a Föveny és a Kláris irodalmi folyóiratok közölték. Írásai, versei különböző antológiákban (mint a Visszhang, a Magyar Évszázadok, a Tisza Illata, a Kláris,a Krúdy, a Szegedtől Szegedig,a Lélektükör, Lélekkapocs, Lélekhúr) jelentek meg. 
Tagja a Szegedi Írók Társaságának (2005), Írók Szakszervezetének (2006), Krúdy Gyula Irodalmi Körnek (2007), Aranycsillag Irodalmi és Művészeti Csoportnak (2016), a Magyar Alkotók Nemzetközi Egyesületének (MANE 2017). 
Tisztségei: Kárász József Irodalmi Kör alapító elnöke(2010 – ), Magyar Alkotók Nemzetközi Egyesülete tb. elnöke (2018- ), Új Verőfény Irodalmi-Kulturális- Művészeti Magazin főszerkesztő-helyettese (2018-).
Írói hitvallása: „Hiszek a szavak erejében, a világot megváltoztatni tudó, a mindennapokat megszépítő szeretet és jóság nagy harmóniájában. Hiszem, hogy az irodalom küldetése utat mutatni, hozzá hitet és erőt adni az embereknek.”
Családi állapota: nős és családapa. 1976-ban, 26 évesen nősült; Zsoldos Erzsébet szövetkezeti kultúrházvezetőt vette feleségül, aki a későbbiekben középiskolai magyar irodalom és nyelvtan tanárként dolgozott nyugdíjazásáig. 
Két felnőtt fiúgyermekük van, mindkettő nős. 1976-ban Fehér Endre Szilárd született, aki munkakörét tekintve tűzoltó, és két leánygyermek apukája; Fehér Árpád Tibor az ifjabbik fiuk 1980-ban született, katonaként tevékenykedik, és egy leánygyermek apukája.

## Megjelent művei
- Üvegcserepek (novellák, 2001)

- Fogócska (gyerekversek, 2002)

- Üzenet (versek, 2002)

- Erdei manók tánca(gyermekversek, 2003)

- Könyörtelen szerelem (regény, 2006)

- Nap és szív (novellák, 2008)

- Sámánvér(novellák és versek, 2013)

- A furfangos kismanók (ifjúsági meseregény, 2013)

- Évszakok varázsa(gyermekversek, 2014)

- Szívből – JÖVŐ (novellák, 2015)

- Elvesztett éden(novellák, 2016)

- Örömtündér (gyermekversek, 2017)

- Tündérek kelyhe (ifjúsági meseregény, 2019)

- Fények útján (versek, 2022)
- Hívogató (gyermekversek, 2023)
- A szív hívószava (2024)

Könyveiből vittek Erdélybe, Szlovákiába, Vajdaságba, Franciaországba, Spanyolországba, Németországba, Ausztriába, az Egyesült Királyságba, és az USA-ba magyar családokhoz.

## Színdarabok
- Játékpróba egyfelvonásos vígjáték (2013, Bessenyei Színkör előadásában)

- Mentsük meg Tomit! ifjúsági színdarab(2015.4.25., 26., Kertvárosi Katolikus Általános Iskola diákjainak előadásában)

- Kecskére káposztát? kétfelvonásos népi komédia (2017,2018,2019 Hunyai Nyugdíjas Színjátszókör előadásában Budapesten, Hunyán, Hódmezővásárhelyen és Algyőn)

Ötven év. Egyfelvonásos színdarab

## Elismerések, díjak
- MÍNSZ-nagydíj (Magyar Írók Nemzetközi Szövetsége, 2000)

- Juhász Gyula emlékérem (Szegedi Tudomány Egyetem, 2005)

- Ajánlott Művész (Chicagó, USA – Év Dala Fesztivál, 2010)

- Kláris Nívódíj (2013)

- Magyar Kultúra Lovagja (Falvak Kultúrájáért Alapítvány „A kortárs irodalom fejlesztéséért” 2013)

- Kláris Nívódíj I. fokozata (2015)

- Krúdy Gyula Bronzérem (2015)

- Aranycsillag Nagydíj (2017)

- Aranytoll Nagydíj(2017)

- Kortárs Irodalmi Nagydíj (Óföldeák Önkormányzata, 2018)

- Kláris Irodalmi-Művészeti Díj (2019)

- MANE Irodalmi Nagydíj (2019)

- MANE Életmű Díj (2019)

- MANE Örökös Tiszteletbeli Tagság (2020)

- Barátság Díj (2020)

- Krúdy Gyula Ezüst emlékérem (2020)

- Kiemelt Irodalmi Díj (MANE, 2021)

- Év Prózaírója Díj (MANE, 2022)

- Krúdy Gyula Arany emlékérem (2022)[forrás?]

- Kárász József Életműdíj (Kárász József Irodalmi Kör, 2023)[forrás?]

- Év költője Díj (MANE, 2023)[forrás?]

- Díszoklevél Arany fokozata (MANE, 2023)[forrás?]

- Kláris Alkotói Díj (Kláris, 2023)[forrás?]

- TALENTUM IRODALMI NAGYDÍJ Gyémánt fokozat ( MANE 2024)

- Király Lajos Irodalmi Emlékdíj (MANE 2024)

- Hajdrik József Szonettíró Emlékdíj (MANE 2024)

- Év költője (MANE 2024)

- Kiemelt Díszoklevél (MANE 2024)

- Év Gyermekvers és Meseírója (MANE 2024)

- PRO FAE- DÍJ (Felvidéki Alkotók Egyesülete)
- Krúdy Kör Művészet Lovagja cím